# Gaston Diamé
Gaston Diamé (Dakar, 16 novembre 1971) è un ex calciatore mauritano, di ruolo attaccante.

## Carriera

### Club
Ha sempre giocato nelle serie minori francesi.

### Nazionale
Nel 2003 ha giocato una partita di qualificazione ai Mondiali del 2006.

## Palmarès

### Club

#### Competizioni nazionali
- Division 3: 1

Chateauroux: 1993-1994